# Zvi Hashin
Zvi Hashin (1929-29 octobre 2017) est un ingénieur mécanique israélien. Il est professeur de sciences de l'ingénieur à l'Université de Tel Aviv. En 2012, il remporte la médaille Franklin en génie mécanique, pour ses recherches sur la micromécanique de la rupture du plastique renforcé de fibres,.